# Cartílago cricoides
El cartílago cricoides es el más inferior de los cartílagos de la laringe, se interpone entre el cartílago tiroides y la tráquea. Es impar y se le describe habitualmente con forma de anillo de sello, rodeando completamente la vía aérea.
En su estructura se puede distinguir una parte posterior y gruesa denominada placa o lámina cricoidea; en cuya superficie posterior se hallan dos pequeñas depresiones, donde se inserta el músculo cricoaritenoideo posterior y una pequeña rugosidad media y vertical que sirve de inserción (protección) para el esófago. El resto del cartílago cricoides se conoce como arco cricoideo, es más estrecho que la lámina cricoidea y rodea anteriormente la vía aérea.
Sobre cada cara, el cricoides presenta dos superficies articulares: una en la superficie superolateral para la articulación cricoaritenoidea y otra en la superficie lateral de la lámina para la articulación del cartílago cricoides con el cuerno inferior del cartílago tiroides (articulación cricotiroidea).